# Lana Parrilla
Lana Maria Parrilla (* 15. července 1977 Brooklyn, New York, USA) je americká herečka a režisérka, známá pro své role v seriálech Všichni starostovi muži, 24 hodin, Windfall, Swingtown a Miami Medical. V letech 2002–2003 hrála v kritiky oslavovaném, ale brzy zrušeném krimi dramatu Boomtown. Během let 2011–2018 hrála roli Zlé královny/Reginy Mills/Roni v seriálu Bylo, nebylo stanice ABC.

## Dětství

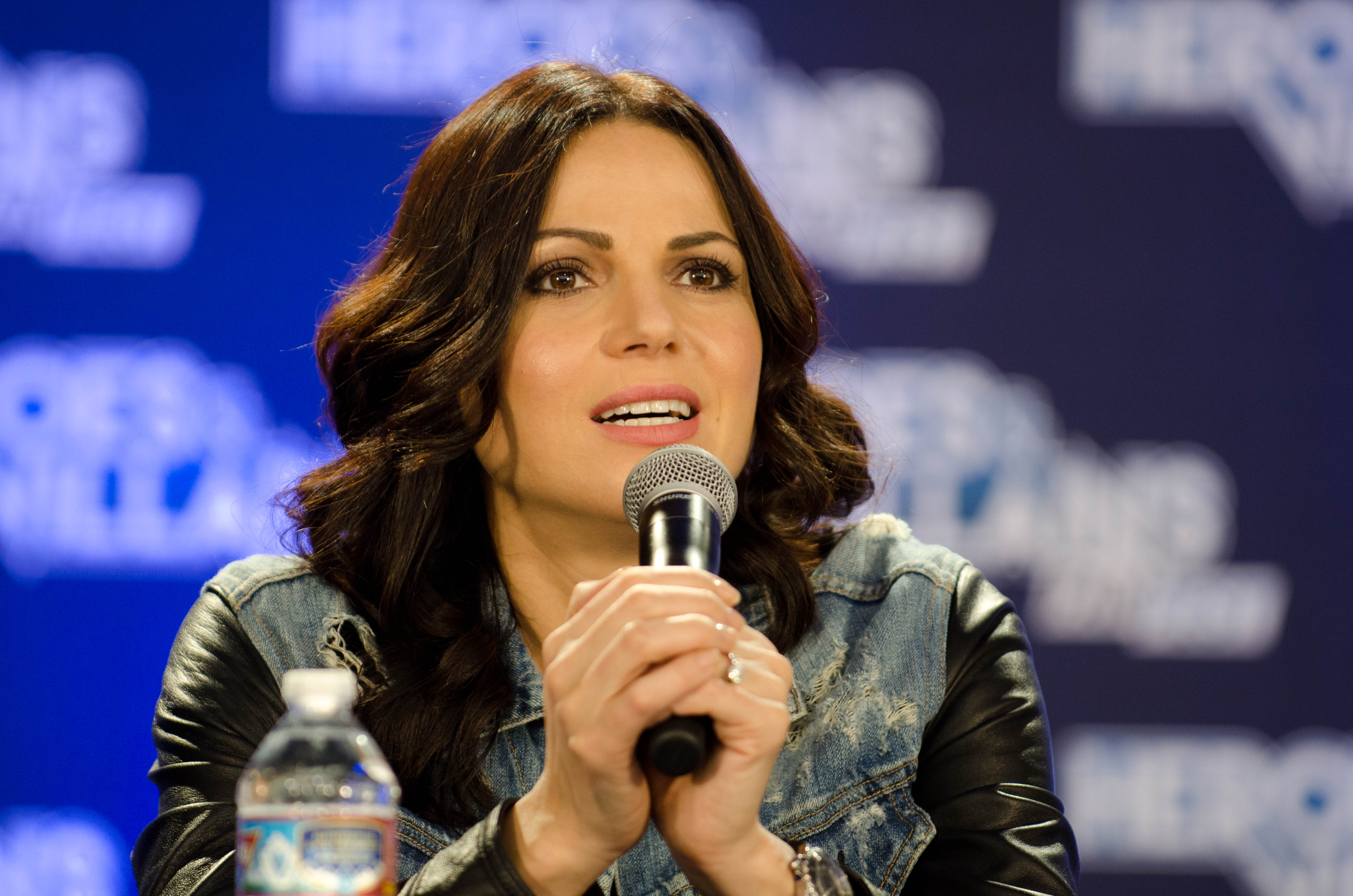
Lana Parrilla 2017

Narodila se v Brooklynu v New Yorku. Její matka je sicilského původu a otec Sam Parrilla, který byl profesionální hráč baseballu v letech 1963–1973, byl Portoričan. Má starší sestru jménem Deena Parrilla. Rodiče se rozvedli, když byly Laně 4 roky. Do svých 10 let žila s matkou, dalších 6 let žila s otcem, až do jeho smrti na následky postřelení. Byli si s otcem hodně blízcí, ač jí zakazoval navštěvovat uměleckou školu, což zpozdilo její hereckou kariéru. Po jeho smrti se s matkou přestěhovaly do kalifornského Burbanku. V roce 2007 studovala ve španělské Granadě španělštinu. Lana studovala herectví na Beverly Hills Playhouse Acting School v Los Angeles.

## Současný život
Teď žije sama ve svém domě v Los Angeles.

## Kariéra

### 1999-2010
V její dřívější kariéře se Lana objevila v několika filmech, včetně Very Mean Men (2000) Pavouci (2000) a Frozen Stars (2003). Svůj televizní debut měla v roce 1999 v sitcomu Grown Ups. V roce 2000 se objevila v roli Angie Ordonez v komedii stanice ABC Všichni starostovi muži. Seriál opustila v roce 2001. Poté, co se připojila k Donniemu Wahlbergovi a Nealovi McDonoughovi v krátkém krimi dramatu Boomtown, za což obdržela cenu Imagen Award za Nejlepší vedlejší herečku, pro její zobrazení záchranářky Terezy. Seriál byl zrušen po dvou řadách.
Lana se objevila v několika televizních dramatech jako hostující postava, například v seriálech JAG, Odpočívej v pokoji, V utajení, Medium, Obhájci, Chase a Lost. V roce 2005 získala roli agentky Sarah Gavin v seriálu stanice Fox 24 hodin.
V roce 2006 Lana vystupovala v seriálu stanice NBC Windfall po boku Luka Perryho, Sarah Wynter a Jasona Gedricka. V roce 2007 se objevila v roli Gréty ve třetí řadě seriálu stanice ABC Ztraceni. V roce 2008 hrála hlavní ženskou roli ve filmu Ukradené jméno, kde hrála rozvedenou Nellie, které byla odcizena identita. Též v roce 2008 zazářila v seriálu stanice CBS Swingtown, kde její postava Trina Decker je v otevřeném manželství. V roce 2010 dostala Lana hlavní ženskou roli v seriálu CBS Pohotovost Miami.

### 2011-současnost
V únoru 2011 byla obsazena jako starostka Regina Mills/Zlá královna/Roni ve fantasy-drama seriálu stanice ABC Bylo, nebylo. Pilotní díl vyšel 23. října 2011 (vidělo ho 12,93 milionu lidí) a poslední díl vyšel 18. května 2018.
Lana obdržela spoustu pozitivních recenzí od kritiků. Vyhrála cenu TV Guide Award za nejoblíbenějšího padoucha a ALMA Award v kategorii nejlepší herečka v dramatickém seriálu. Lana též obdržela nominaci na cenu Saturn v kategorii nejlepší herečka ve vedlejší roli. V roce 2016 vyhrála Teen Choice Award v kategorii nejlepší sci-fi/fantasy herečka (televize).

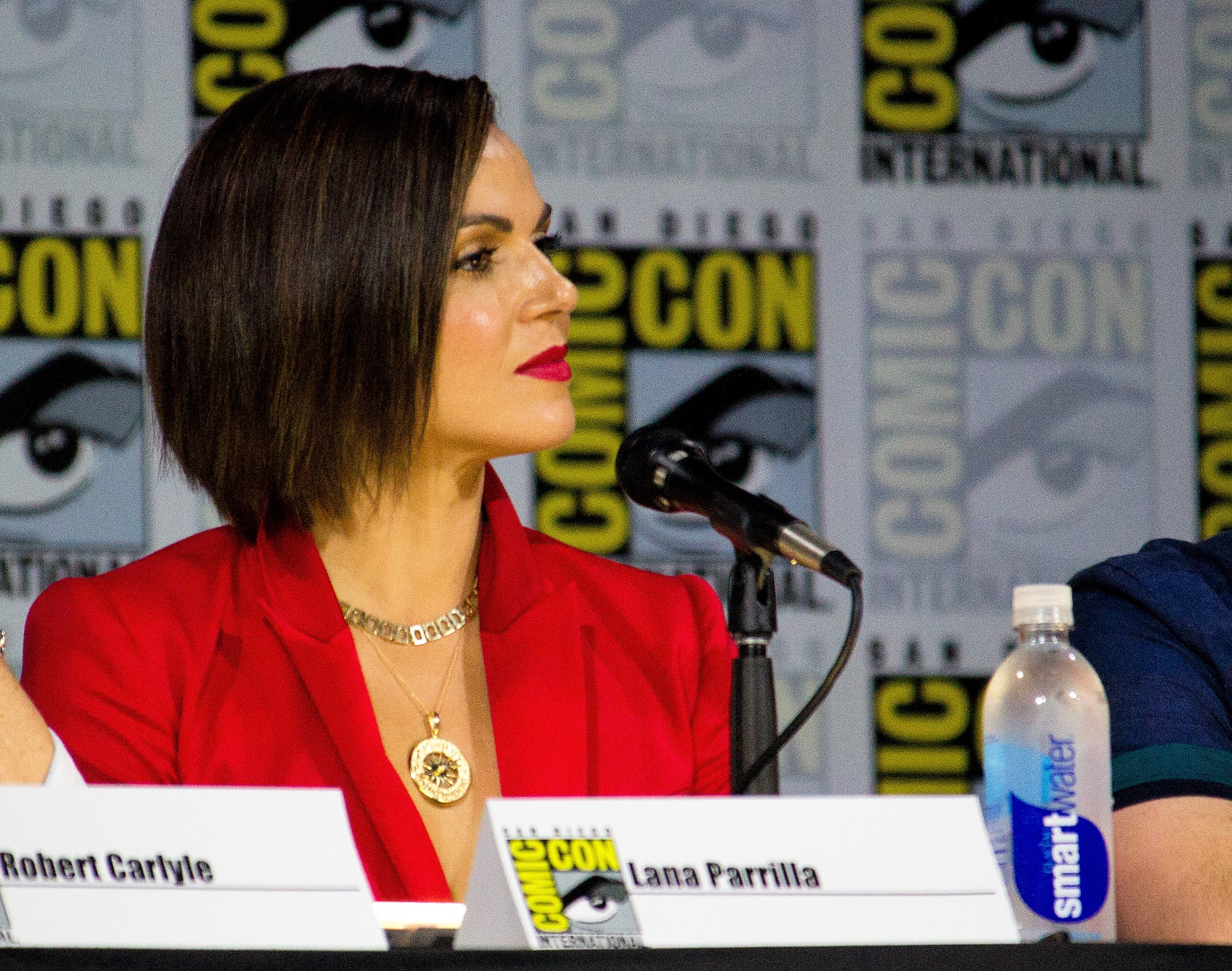
Lana Parrilla na Comic Conu 2017

## Zajímavosti
Její jméno znamená ve španělštině vlnový gril. Když jí bylo 10 let, chránila svou kočku před psem, a proto má jizvu nad rtem. Její nejoblíbenější jídlo je hamburger. Od roku 2021 má dva psy. Lolu a Levyho. Podporuje LGBTQ+ komunitu, Black lives matter, Feminismus a teď i Ukrajinu.

## Filmografie

### Film
| Rok  | Název             | Role         | Poznámky |
| ---- | ----------------- | ------------ | -------- |
| 2000 | Very Mean Men     | Teresa       |          |
| 2000 | Pavouci           | Marci Eyre   |          |
| 2003 | Frozen Stars      | Lisa Vasquez |          |
| 2005 | Poslední sázka    | Antoinette   |          |
| 2019 | The Tax Collector |              |          |

### Televize
| Rok     | Název                   | Role                      | Poznámky                     |
| ------- | ----------------------- | ------------------------- | ---------------------------- |
| 1999    | Grown Ups               | číšnice                   | 2 díly                       |
| 2000    | Rude Awakening          | sestra Lorna              | díl: „Telltale Heart pt.1“   |
| 2000–01 | Všichni starostovi muži | Angie Ordonez             | hlavní role, 21 dílů         |
| 2002    | JAG                     | Stephanie Donato          | díl: „Od hlavy k patě“       |
| 2002    | Policejní odznak        | Sedona Tellez             | díl: „Circles“               |
| 2002–03 | Vzkvétající město       | Teresa Ortiz              | hlavní role, 17 dílů         |
| 2004    | Policie New York        | strážník Janet Grafton    | vedlejší role, 3 díly        |
| 2004    | Odpočívej v pokoji      | Maile                     | 2 díly                       |
| 2005    | 24 hodin                | Sarah Gavin               | hlavní role, 12 dílů         |
| 2006    | Windfall                | Nina Schaefer             | hlavní role, 13 dílů         |
| 2006    | Ztraceni                | Greta                     | 2 díly                       |
| 2008    | Swingtown               | Trina Decker              | hlavní role, 13 dílů         |
| 2008    | Ukradené jméno          | Nellie Givens             | TV film                      |
| 2010    | Pohotovost Miami        | Dr. Eva Zambrano          | hlavní role, 13 dílů         |
| 2010    | V utajení               | Julia Suarez              | díl: „South Bound Suarez“    |
| 2010    | Medium                  | Lydia Halstrom            | díl: „The Match Game“        |
| 2010    | Obhájci                 | Betty                     | díl: „Las Vegas vs. Johnson“ |
| 2011    | Chase                   | Isabella                  | díl: „Narco: Part 1“         |
| 2011–18 | Bylo, nebylo            | Zlá královna/Regina Mills | hlavní role                  |